# Nozeroy
Nozeroy är en kommun i departementet Jura i regionen Bourgogne-Franche-Comté i östra Frankrike. Kommunen ligger i kantonen Nozeroy som tillhör arrondissementet Lons-le-Saunier. År 2022 hade Nozeroy 396 invånare.

## Befolkningsutveckling
Antalet invånare i kommunen Nozeroy
Referens:INSEE